# Lajos Czeizler
Lajos Czeizler (Heves, 5 de outubro de 1893 — 6 de maio de 1969) foi um treinador de futebol húngaro. 

## Carreira
Lajos Czeizler convocou e comandou o elenco da Itália na Copa do Mundo de 1954, na Suíça.

## Títulos
IFK Norrköping
- Allsvenskan: 1942–43, 1944–45, 1945–46, 1946–47, 1947–48
- Copa da Suécia: 1943, 1945

Milan
- Serie A: 1951
- Copa Latina: 1951

Benfica
- Primeira Liga: 1963–64
- Taça de Portugal: 1963–64